# 遠賀町
遠賀町（おんがちょう）は、福岡県遠賀郡に位置する町。北九州地域（都市計画の圏域では北九州都市圏）に属する。
なお、福岡県内の自治体において、市町村の「町」は基本的に「まち」と読むが、当町だけ例外的に「ちょう」と呼ばれる。

## 地理
福岡県の北東部、北九州市の西側に位置する。町の東端には遠賀川が流れており、水と緑に囲まれた自然豊かな土地である。遠賀川駅と、その少し北側の国道3号沿いにあるゆめタウン遠賀の周辺を中心に発展している。
北九州市と福岡市のほぼ中間に位置するため、北九州・福岡両都市圏に両属する。ただし北九州市に距離的に近いため、北九州都市圏の10％通勤圏に属し、同市への通勤通学人口が優勢である。そのため北九州市のベッドタウンとして発達している。なお福岡都市圏（絶対都市圏）では5％通勤圏に属す。

### 隣接している自治体
- 中間市（水道事業、ごみ収集などを、中間市と遠賀郡4町共同で行っている）
- 遠賀郡：岡垣町、芦屋町、水巻町（水巻町との境界は全て遠賀川上のため、橋梁によってのみ接続）
- 鞍手郡：鞍手町（平地で隣接。下水道やインターチェンジ建設など、一部事業を共同で行っている）
- 宗像市（町南西端山間部で未確定部分を含む境界線のみ接しており、他自治体を経由せずに相互に行き来することは不可能）

### 地名
- 浅木
- 今古賀
- 老良
- 尾崎
- 鬼津
- 上別府
- 木守
- 島津
- 広渡
- 別府
- 虫生津
- 若松(1971年、鬼津より分立)

2001年以降、町内各地で住居表示が実施されるようになった。
- 松の本1丁目～7丁目(2001年、広渡・今古賀より発足)
- 遠賀川1丁目～3丁目(2002年、広渡・今古賀より発足)
- 旧停1丁目～2丁目(2002年、広渡より発足)
- 広渡1丁目(2002年、広渡より発足)
- 浅木1丁目～3丁目(2003年、浅木より発足)
- 芙蓉1丁目～2丁目(2003年、虫生津より発足)
- 若葉台(2003年、上別府・虫生津より発足)
- 田園1丁目～3丁目(2005年、鬼津・別府より発足)
- 島門(2005年、尾崎より発足)
- 虫生津南(2005年、虫生津より発足)
- 蓮角(2005年、上別府より発足)

## 歴史
かつては、「古遠賀潟」と呼ばれる内湾であったが、徐々に埋立てが進み、特に江戸時代には黒田藩が新田開発を進めたことから農業地帯として発達した。

### 年表
- 1889年（明治22年） - 明治の大合併により遠賀郡島門村および同浅木村発足
- 1929年（昭和4年）4月1日 - 遠賀郡島門村・浅木村が対等合併し遠賀郡遠賀村となる
- 1964年（昭和39年）4月1日 - 遠賀村が町制施行、遠賀町となる[5]
- 2005年（平成17年）11月14日 - 住宅地の多くで、従来の「大字」「字」表示を「丁目」表示に変更、同時に一部町名を変更

### 歴代首長
| 代                           | 氏名       | 就任日           | 退任日         | 備考       |
| 遠賀村長                     | 遠賀村長   | 遠賀村長         | 遠賀村長       | 遠賀村長   |
| ---------------------------- | ---------- | ---------------- | -------------- | ---------- |
| 初                           | 有吉暦太郎 | 1929年6月7日     | 1930年9月29日  |            |
| 2                            | 原田房太郎 | 1931年1月1日     | 1934年12月31日 |            |
| 3                            | 柴田円太   | 1935年1月28日    | 1939年1月27日  |            |
| 4                            | 安部伝次   | 1939年6月27日    | 1943年6月26日  |            |
| 5                            | 加藤猛雄   | 1943年12月29日   | 1945年6月19日  |            |
| 6                            | 名和朴     | 1945年7月16日    | 1946年10月15日 |            |
| 7-8                          | 古野繁樹   | 1947年4月5日     | 1955年4月30日  | 以後、公選 |
| 9-10                         | 有吉茂也   | 1955年5月1日     | 1963年4月23日  |            |
| 11                           | 小川登一郎 | 1963年5月1日     | 1964年3月31日  |            |
| 遠賀町長（1964年4月1日町制） |            |                  |                |            |
| 初-2                         | 小川登一郎 | （1963年5月1日） | 1971年4月13日  |            |
| 3-6                          | 柴田貫蔵   | 1971年4月25日    | 1987年4月26日  |            |
| 7-10                         | 高山和幸   | 1987年4月27日    | 2003年4月26日  |            |
| 11-12                        | 木村隆治   | 2003年4月27日    | 2010年10月21日 | 任期中死去 |
| 13-14                        | 原田正武   | 2010年12月12日   | 2018年12月11日 |            |
| 15-16                        | 古野修     | 2018年12月12日   |                | 現職       |

※歴代首長

## 行政

### 町長
- 古野修（2期目）
- 任期：2026年12月11日

### 町議会
- 定数：13人
- 任期：2023年4月30日

### 消防署・救急医療
- 遠賀郡消防署
- 救急病院は町内にはなく、水巻町の休日急患センターが最寄の救急施設となる。

### 警察
- 福岡県警察折尾警察署
  - 遠賀川交番（遠賀川二丁目7番1号）
  - 遠賀郡内に警察署はなく、郡内4町全てが北九州市八幡西区にある折尾警察署の管轄となる。

### 公共施設
- 遠賀総合運動公園　　住所：大字広渡23番地6
  - 遠賀コミュニティセンター、遠賀体育センター、多目的グラウンド、弓道場、テニスコート、相撲場、ゲートボール場、パティーパットゴルフ場、キャンプ場、緑の広場、健康の広場、町民の森、水辺の広場、駐車場
    - なお、キャンプ場、パティ―パットゴルフ場、水辺の広場、健康の広場は遠賀町遠賀川駅南土地区画整理事業の工事に伴い、2028年（令和10年）までの予定で利用停止中である。

  - 8月の｢遠賀町夏まつり｣の会場
- 遠賀川漕艇場　　住所：大字島津339番地1
  - 5月下旬に開催される｢九州朝日レガッタ｣、および同時に開催される｢おんがレガッタ｣の会場
- ふれあいの里　　住所：浅木二丁目31番1号
  - ふれあいの里センター（屋内運動場、トレーニングルーム、娯楽室、カラオケルーム、大浴場、会議室など）、研修センター（宿泊可）、ふれあい工房（パン工房、麺工房、陶芸室）、民俗資料館、ふれあい農園、駐車場
- 遠賀町中央公民館　　住所：大字今古賀513番地
  - 「遠賀町文化祭」の会場
- 遠賀町立図書館　　住所：大字今古賀513番地
- おんがみらいテラス　　住所：遠賀川一丁目1番2号

## 地域

### 人口
| |                                        |  |
| 遠賀町と全国の年齢別人口分布（2005年） | 遠賀町の年齢・男女別人口分布（2005年） |  |
| ■紫色 ― 遠賀町 ■緑色 ― 日本全国 | ■青色 ― 男性 ■赤色 ― 女性              |  |
| 遠賀町（に相当する地域）の人口の推移 \| 1970年（昭和45年） \| 9,368人 \| \| \| 1975年（昭和50年） \| 10,331人 \| \| \| 1980年（昭和55年） \| 14,188人 \| \| \| 1985年（昭和60年） \| 15,994人 \| \| \| 1990年（平成2年） \| 17,107人 \| \| \| 1995年（平成7年） \| 18,999人 \| \| \| 2000年（平成12年） \| 19,309人 \| \| \| 2005年（平成17年） \| 19,279人 \| \| \| 2010年（平成22年） \| 19,160人 \| \| \| 2015年（平成27年） \| 18,877人 \| \| \| 2020年（令和2年） \| 18,723人 \| \| |                                        |  |
| 総務省統計局 国勢調査より |                                        |  |
| 1970年（昭和45年） | 9,368人                                |  |
| 1975年（昭和50年） | 10,331人                               |  |
| 1980年（昭和55年） | 14,188人                               |  |
| 1985年（昭和60年） | 15,994人                               |  |
| 1990年（平成2年） | 17,107人                               |  |
| 1995年（平成7年） | 18,999人                               |  |
| 2000年（平成12年） | 19,309人                               |  |
| 2005年（平成17年） | 19,279人                               |  |
| 2010年（平成22年） | 19,160人                               |  |
| 2015年（平成27年） | 18,877人                               |  |
| 2020年（令和2年） | 18,723人                               |  |

### 人口関連
2005年国勢調査速報より
- 人口増加率：-0.16%（2000 - 05年の5年間。県平均0.67%、北九州都市広域圏[7]平均-1.65%）
- 性比[8]：88.9（県平均90.4、北九州都市広域圏[7]平均88.6）
- 世帯数：6,722世帯（県計200万8880世帯、北九州都市広域圏[7]計46万6724世帯）
- 世帯数増加率：7.04%（2000 - 05年の5年間。県平均4.75%、北九州都市広域圏[7]平均1.63%）
- 1世帯あたり人員：2.87人（県平均2.51、北九州都市広域圏[7]平均2.44）
- 高齢化率 20.5%
- 人口に占める15歳以下の子どもの率 12.2%

## 教育

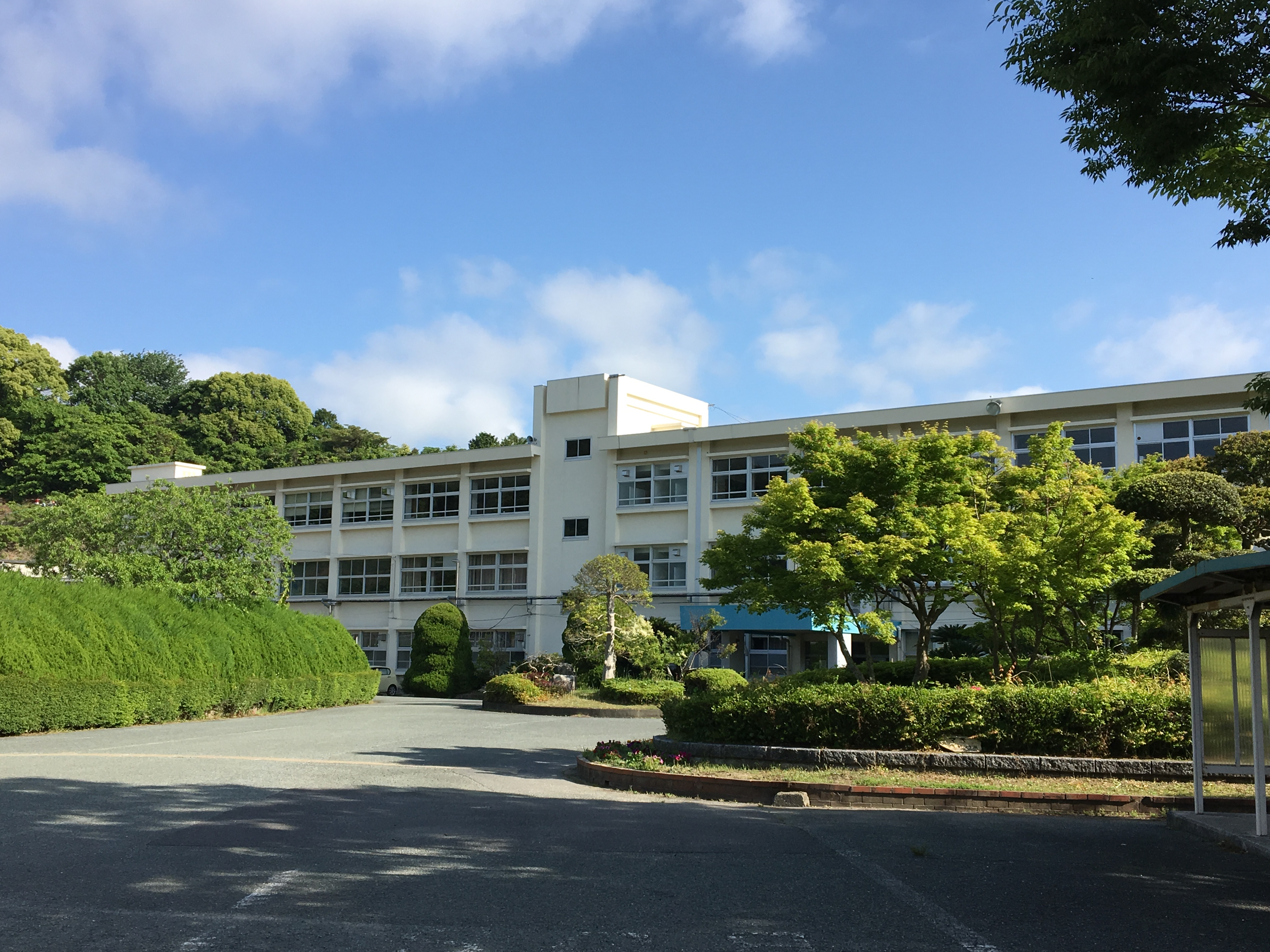
遠賀高等学校

### 高等学校
- 福岡県立遠賀高等学校

### 中学校
- 遠賀町立遠賀中学校
- 遠賀町立遠賀南中学校

### 小学校
- 遠賀町立広渡小学校
- 遠賀町立浅木小学校
- 遠賀町立島門小学校

## 産業・経済

### 農業
町の農業としては稲作が盛んである。
- 遠賀郡農業協同組合（JAおんが）（2009年10月1日に北九州市農業協同組合及び北九東部農業協同組合と合併し、北九州農業協同組合となる予定）
- 筋田農園（自然農法）

### 特産品
- 夢れんげ(米)
- 赤しそ
- 菜種油
- 遠賀の雫（米焼酎）
- 遠賀の赤芋 かめ壺仕込み（芋焼酎）
- 遠賀ふき
- イチジクジャム
- ようかん

### 商業・観光施設

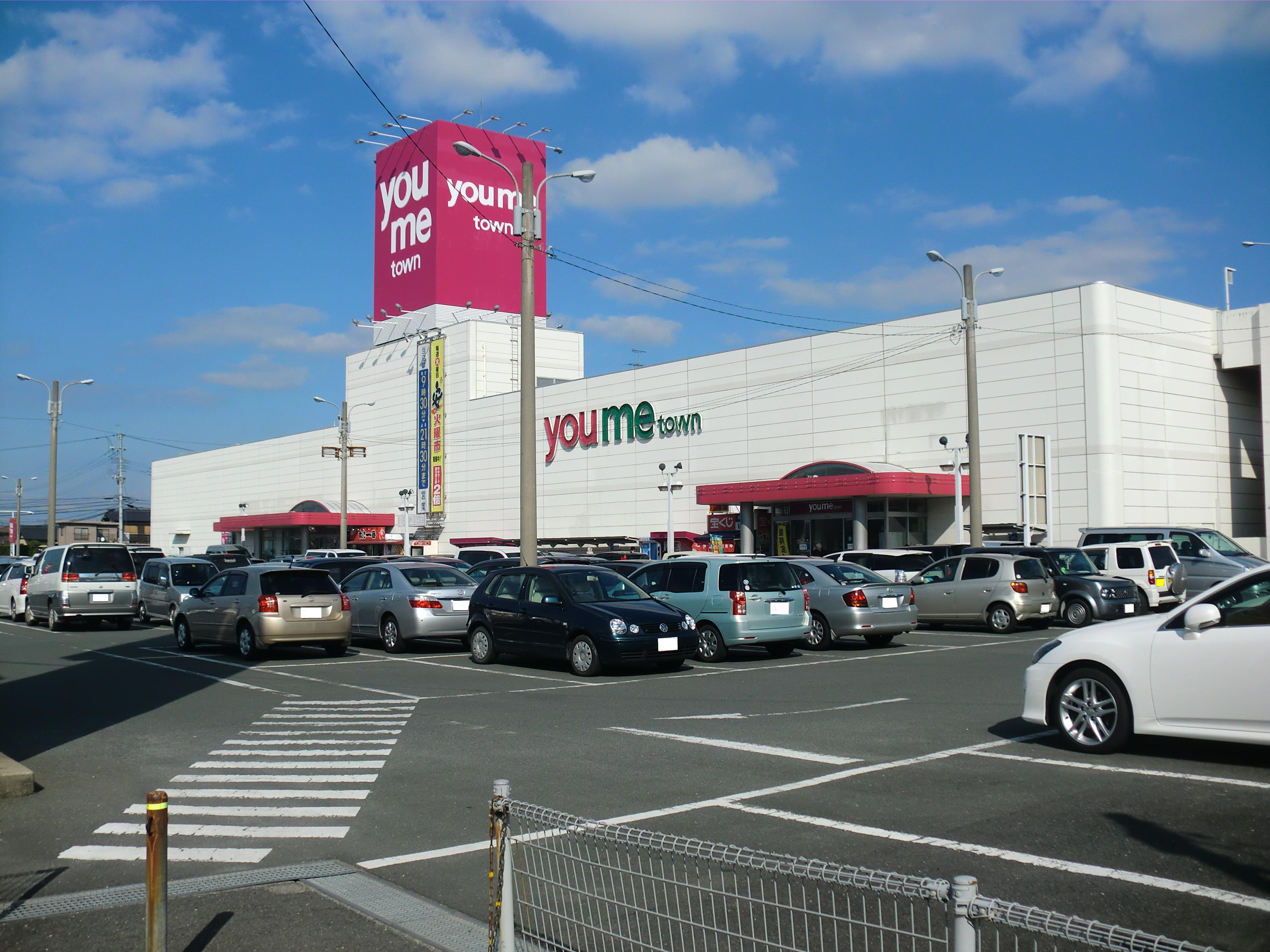
ゆめタウン遠賀

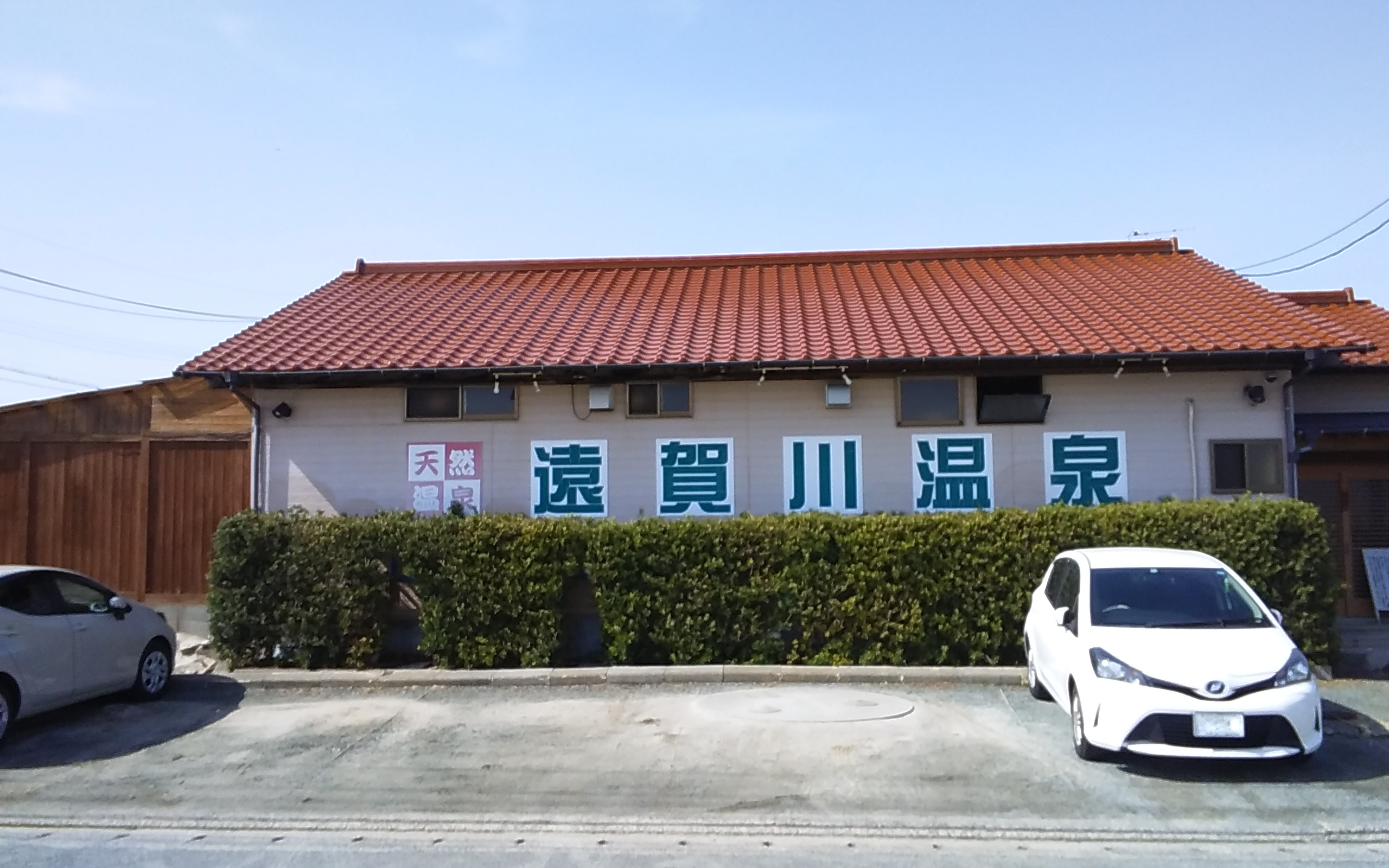
遠賀川温泉

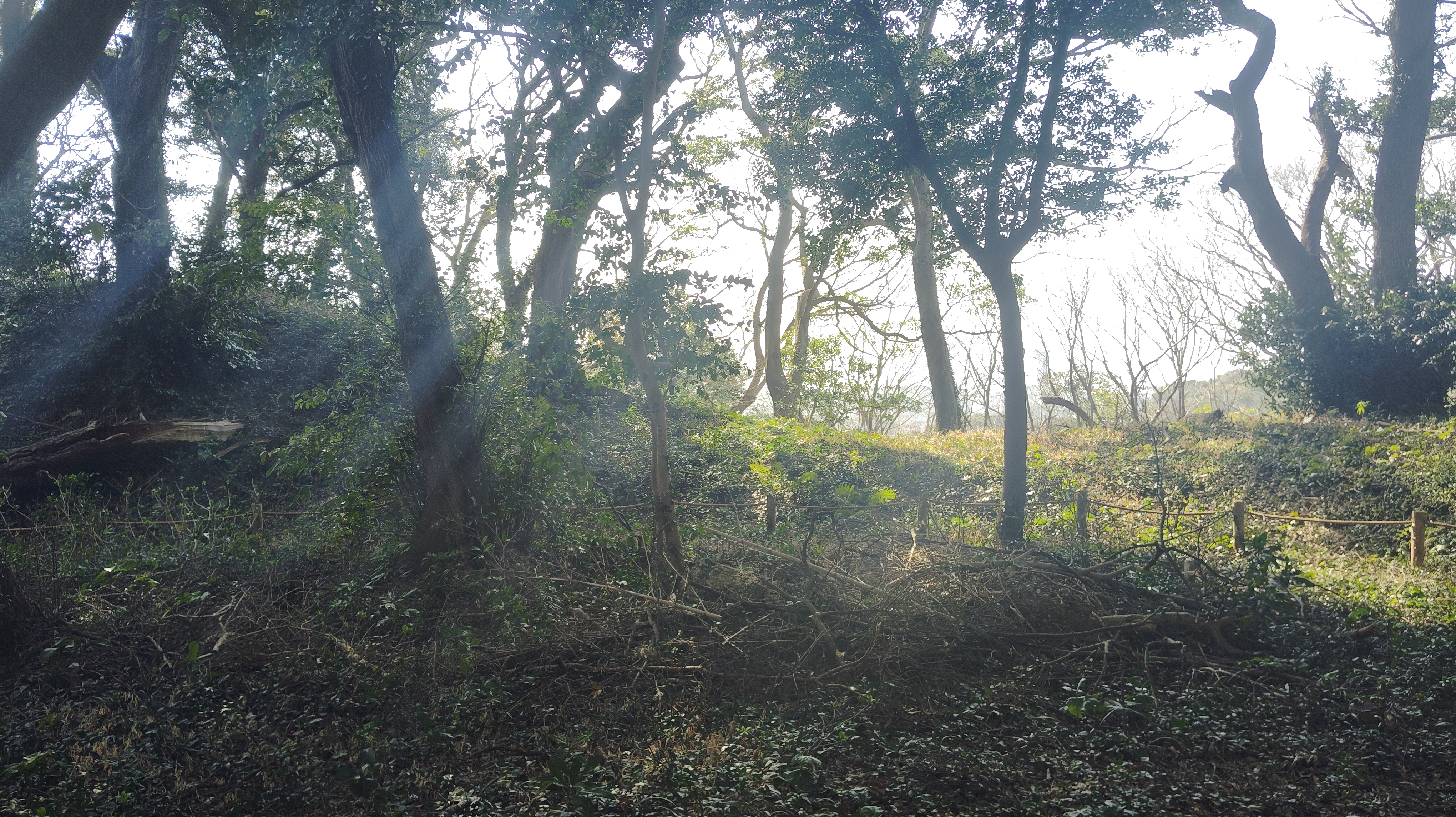
島津・丸山歴史自然公園

- ゆめタウン遠賀 - 1995年（平成7年）3月23日にイズミの九州進出1号店として開業した[9]。
  - 国道3号と県道285号の交差点北東側にある町内唯一の大型ショッピングセンター。ゆめタウン付近の県道285号線沿いには、マツヤデンキ、ルミエール、グッデイなど大型店舗が集中している。
- 遠賀川駅前商店街
- 島津・丸山歴史自然公園
  - 9月、中秋の名月頃開催される、｢古代の杜の観月コンサート『雅』｣の会場
- 馬頭岳ハイキングコース
  - 地元の管理組合が毎年登山大会を実施している。
- 遠賀川温泉
  - 浅木にある町内唯一の天然温泉。

### 遠賀町に本社を置く主な企業
- おんが自動車学校 - 自動車教習所。町から委託を受けコミュニティバスを運行する。
- ナッツ - 国内大手のキャンピングカービルダー
- 遠賀タクシー（廃業） - タクシー事業者。「ZOC」と称する新料金システムを導入するなど先進的な施策を実施したが2010年代に経営が悪化し経営破綻、廃業した。

## 古墳・遺跡
- 島津丸山古墳群(島津)
- 慶ノ浦遺跡(尾崎)
- 天神遺跡(尾崎)

## 神社・仏閣他
遠賀町には数多くの神社、仏閣が存在している。
- 仏閣
  - 堂塔寺(若松) 九州二十四地蔵尊霊場 札所 第二番 身代地蔵尊
  - 長楽寺(虫生津)
  - 西光寺(浅木)
  - 妙雲寺(老良)
  - 長岸寺(広渡)
  - 栄宗寺(若松)
  - 常楽寺(鬼津)(曹洞宗)
  - 本門立正宗本部道場(上別府)
- 神社
  - 浅木神社(浅木)
  - 地主神社(鬼津字小鳥掛)
  - 貴船神社(鬼津)
  - 貴船神社(別府)
  - 八剣神社(今古賀)
  - 八剱神社(広渡)
  - 島門神社(広渡)
  - 牟田神社(尾崎字先野口)
  - 白山神社(尾崎字上の越)
  - 伊豆神社(島津字丸山)(伊豆能売神)
  - 老良神社(老良)
  - 住吉神社(若松)
  - 今泉神社(別府字宮前)
  - 山崎神社(上別府)
  - 恵比須神社(今古賀字新川)
  - 天満神社(上別府)
  - 高田神社(虫生津)
  - 井手神社(木守)
  - 皇大神宮(尾崎)
- 地蔵
  - 延命地蔵尊(松の本)
- 創価学会
  - 創価学会遠賀文化会館(今古賀)
- 金光教
  - 金光教虫生津教会(虫生津)
- キリスト教
  - 遠賀キリスト教会(松の本)
  - 遠賀キリスト教会(鬼津)
- 天理教
  - 天理教西前田分教会(老良)
  - 天理教広渡分教会(広渡)
  - 天理教撫浅木分教会(広渡遠賀川)

## 交通

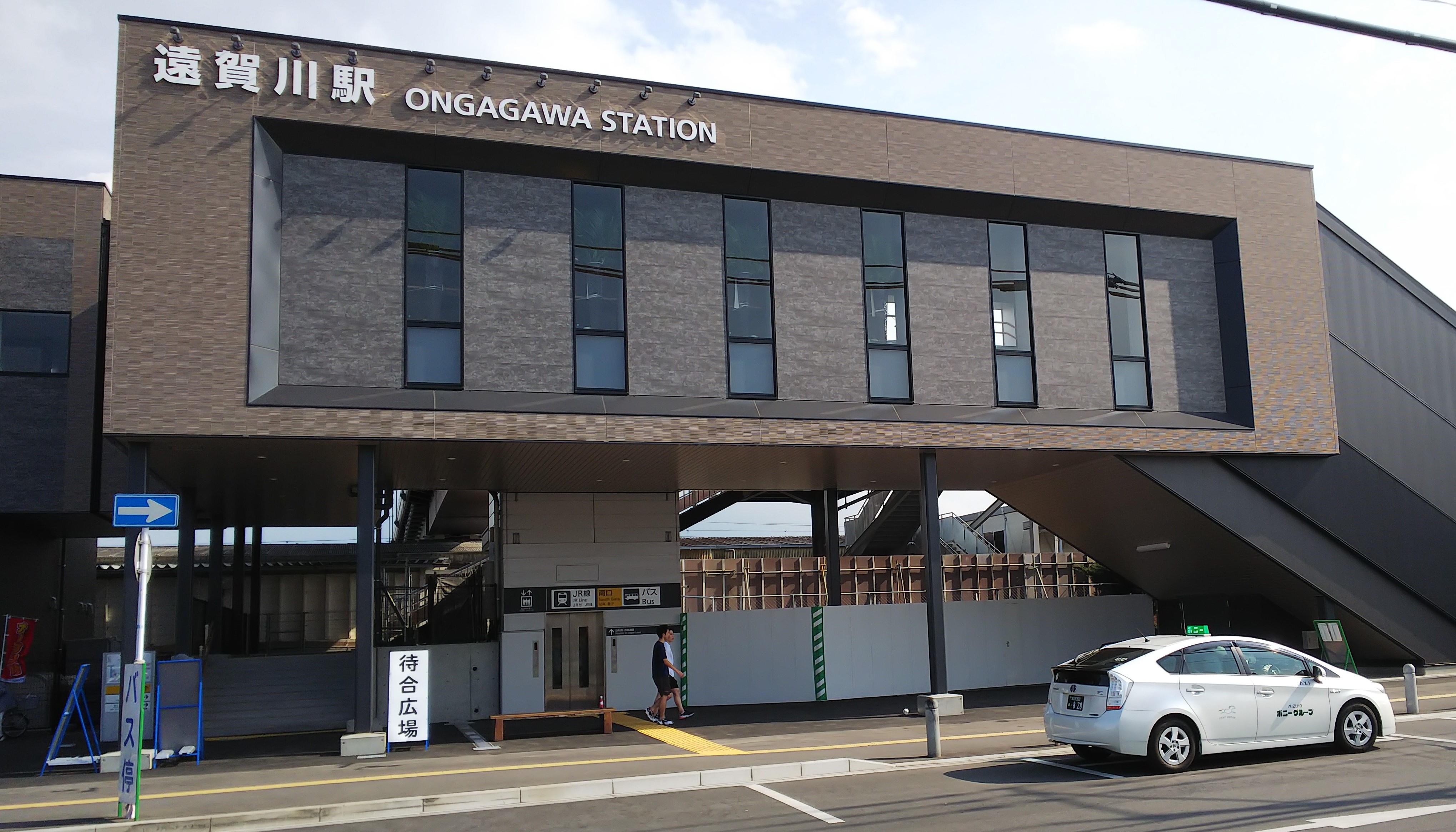
遠賀川駅

### 鉄道
- 九州旅客鉄道（JR九州）
  - 鹿児島本線
    - 遠賀川駅
      - ラッシュ時は小倉方面からの当駅折り返し電車が設定されている。

以前は遠賀川駅から芦屋線と室木線が分岐していたが共に廃止された（それぞれ1960年と1985年に廃止）。

### バス
町内にある唯一の鉄道駅である遠賀川駅から町内および隣接の芦屋町・鞍手町の各方面に路線バスが設定されている。
- 遠賀町コミュニティバス - 遠賀町内各地を運行。
  - 田園・松の本線/田園・松の本快速線
  - 虫生津・浅木線/虫生津・浅木快速線
  - 島津・尾崎線
  - 老良・広渡線
- 芦屋町タウンバス - 遠賀川駅と芦屋町内各地を結ぶ。下記の2系統があるが遠賀町内では同一ルートである。遠賀町内では遠賀川駅前のほか遠賀川役場前、ダイヤニュータウン、松の本、鬼津の計5か所に停留所があり遠賀町内のみの利用も可能。
  - 遠賀川駅前 - 松の本 - 芦屋競艇場入口 - 鶴松団地 - 自衛隊前 - 芦屋海浜公園入口 - 港湾緑地前
  - 遠賀川駅前 - 松の本 - 芦屋競艇場入口 - 正門通 - 自衛隊前 - 芦屋町役場前 - 山鹿 - 芦屋中央病院
    - 前者は2005年3月をもって廃止された西鉄バス北九州折尾車庫（北九州市八幡西区） - 芦屋車庫（芦屋町）の間を国道3号・遠賀川駅・県道285号・国道495号経由で結んでいた路線バス（芦屋ローカル線）の代替、後者は2013年3月を以って廃止された北九州市交通局折尾駅（北九州市八幡西区） - はまゆう団地（芦屋町）の代替（こちらは町内ではなく、町内から遥か離れた北九州市若松区高須地区を経由していた。））。
- 西鉄バス筑豊 - 鞍手町を経由して遠賀川駅と直方市を結ぶ1路線を運行。
  - 68：遠賀川駅前 - 浅木 - 虫生津 - 古月保育園 - 鞍手役場 - 中山 - 中山口 - 新入/五反田 - 筑鉄直方 - 直方

### 廃止されたバス路線
- 西鉄バス
  - 20遠賀川駅 - 海老津駅
  - 20今川橋 - 天神 - 香椎 - 福間 - 赤間 - 黒崎 - 小倉 - 門司田野浦
  - 21芦屋車庫 - 遠賀川橋 - 折尾 - 黒崎 - 小倉浅野町
  - 24芦屋車庫 - 遠賀川駅・折尾・黒崎
  - 26遠賀川駅 - 松の本 -  田園都市第五
  - 65遠賀川駅 - 室木（室木線代替[10]）
  - 68折尾車庫 - 遠賀川駅 - 鞍手役場 - 直方・西鉄直方
    - 各系統とも利用者の減少が著しく徐々に運行区間を縮小した。行先番号が現存と同じものはその路線の名残。24番の遠賀川 - 芦屋間は現在芦屋タウンバス。

### 道路

#### 一般国道
- 国道3号
- 国道495号（厳密には芦屋町内だが町北西端の町境の一部が495号沿いに接している）

#### 主要地方道
- 福岡県道26号北九州芦屋線
- 福岡県道27号直方芦屋線
- 福岡県道55号宮田遠賀線

#### 一般県道
- 福岡県道285号浜口遠賀線
- 福岡県道286号黒山広渡線
- 福岡県道299号岡垣遠賀線

## 遠賀町出身・在住の有名人
- 江藤昌之（遠賀村島津出身、新竹州知事）
- 三原朝雄（政治家）
- 三原朝彦（衆議院議員）
- マーフィ ロバート（北九州市立大学准教授、ローカルタレント、英会話スクール学長(元)、遠賀町在住）
- 南波志帆（歌手）
- 鈴木聡美（競泳選手(平泳ぎ)、ロンドンオリンピック(女子200m銀メダリスト）、(100m銅メダリスト)
- 児玉育則（ナレーター、ローカルタレント）
- 岩田美香（プロレスラー、センダイガールズプロレスリング所属）
- 大沢健太郎（バレーボール選手）
- 財前貴男（プロ野球選手）
- 堀田理恵（バレーボール選手）
- 弓崎恭平（プロサッカー選手）

## 妖怪
- ぬりかべが福岡県遠賀郡の海岸、遠賀川等で出没したという言い伝えがある。
- 河童が西川に出没し、悪さを働いたという言い伝えがあり、町の至る所に河童のオブジェクトや案内板が設置されている。
- 水巻町と遠賀町を結ぶ遠賀川で河童が住んでいたとの言い伝えがある

## 実現しなかった合併構想
同じ遠賀郡に属する岡垣町、芦屋町、水巻町との間で合併協議会を設置、遠賀市となる計画があったが、岡垣町での住民投票の結果、否決されたため協議会は解散した。